# Аале Тюнні
Аале Тюнні (фін. Aale Maria Tynni-Haavio 3 жовтня 1913, Мала Закоска (фін. Ylä-Sakoska), Гатчина, Ленінградська область — 21 жовтня 1997, Гельсінкі, Фінляндія) — фінська, інгерманландська поетеса, перекладачка, драматург, театральний критик. Переможниця конкурсу мистецтв на XIV літній Олімпіаді 1948 року в Лондоні. Почесний доктор філософії, академік Фінської Академії наук і літератури.

## Життєпис
У 1913 Аале народилася в невеликому інгерманландському селі поблизу Гатчини. За одними даними це була Мала Закоска, за іншими — сусідні Великі Колпани. Батько — Каапре Тюнні, магістр філософії, ректор Колпанської вчительсько- кістерської семінарії, голова Інгерманландської національної ради. Мати — Ліля Тюнні (Піппонен), вчителька. У сім'ї було семеро дітей.
У 1919 сім'я Тюнні була змушена виїхати у Фінляндію, де влаштувалася в Гельсінкі.
Аале почала писати вірші ще в дитинстві, перші її твори побачили світ у шкільному журналі. У середній школі вона багато читала, її цікавила в тому числі й іноземна поезія. Потім, в ліцеї її інтерес до творчості заохочувала викладачка фінської мови Гілья Вілкемаа.
В ранніх творах Тюнні відчувався явний вплив Сайми Гармайї і Ууно Каїласа. Сайма Гармайя була її ровесницею. Обидві дівчинки в старших класах взяли участь в літературному конкурсі. Написаний верлібром вірш Тюнні «Диявол помер» отримав друге місце, а перше місце зайняв «Квітень» Сайми Гармайї.
Закінчивши у 1932 жіночий ліцей, Аале вступила до Гельсінського університету, на спеціальність «фінська література», який закінчила в 1936, отримавши також ступінь бакалавра філософії за роботу «Вплив Сафо на фінську поезію».
У 1938 відбувся її дебют: був виданий віршований збірник «Свічка серця».
У 1939 вона подорожує Францією та Італією, але розпочата війна змусила її повернутися до Фінляндії.
У 1940 Аале Тюнні вийшла заміж за професора церковної історії Кауко Пірінена (1915–1999). Працює вчителем фінської мови. У них народилося троє дітей (1942, 1944, 1946).
Під час війни Аале працювала на складі одягу для постраждалих від бомбардувань в Нюландській губернії.
У 1947 з віршованої драми Генріка Ібсена «Бранд» почалася її кар'єра перекладачки.
Основними темами віршів Аале Тюнні в 1940-ві були любов, радість життя і материнства, що увійшли до збірок «Водяний птах» (1940) і «Ліс, що гуде» (1947), «Курінь із листя» (1946), опублікований після війни, написаний в період труднощів, проте Аале не стала песимісткою. Вона була достатньо цілеспрямованою та енергійною.
У 1948 на XIV Літніх Олімпійських іграх в Лондоні Аале Тюнні завоювала золоту медаль з літератури в номінації «Ліричні твори» за свою поему «Слава Еллади». Це була остання Олімпіада, на якій крім спортивних змагань, проводилися мистецькі змагання в категоріях: архітектура, література, музика, скульптура, живопис і графіка.
Спочатку, улюбленою поетичною формою Аале Тюнні була балада. Збірка «За скляною горою» (1949), в деяких віршах якої використовується казкова символіка, включає її найвідоміший вірш — «Kaarisilta» («Арочний міст»).
У 1950-ті Аале Тюнні багато працювала з історичними і міфологічними матеріалами. Вона перекладала таких авторів, як Вільям Шекспір, Генрік Ібсен, Вільям Єйтс і Вільям Вордсворт. Вона також переклала з давньоісландської частину скандинавського епосу Едда.
У 1954 Аале Тюнні стала одною із засновників Фінсько-ірландського товариства дружби.
Її книга «Рік тисячі пісень», видана в 1957, стала одною із найпопулярніших збірок західної поезії опублікованих фінською мовою. У своїй передмові до збірки А. Тюнні пише, що вірші це не тільки ідеї і образи, але і ритм, що робить їх живими, тому вона спробувала слідувати за ритмом оригінального твору, що на практиці означало внесення нових ритмічних елементів у фінську мову.
Однак книга «Рік тисячі пісень» зазнала критики з боку літературознавця Лаурі Вільянена, який вважав, що слабкістю перекладів Тюнні є саме ритмічні тонкощі. Вільянен вважав, що оригінальний текст необхідно перекладати іншою мовою буквально і так точно, наскільки це можливо. На боці Л. Вільянена виступив і професор літератури, академік Вейкко Антеро Коскенніемі.
На стороні А. Тюнні в дискусії виступив фольклорист, академік Мартті Гаавіо, (1899—1973), який публікував вірші під псевдонімом П. Мустапяя (P. Mustapää). Він називав її своєю музою і у 1960 одружився з нею.
Вони були давно знайомі одне з одним, проте Аале через дітей довго не хотіла створювати нову сім'ю. Деякі вірші збірки «Невідоме дерево» (1952), включаючи балади «Донька садівника» і «Лісовий вітер», з'явилися в результаті її вимушених розлук з Гаавіо. Їх союз двох близьких по духу людей був щасливим. Вони разом займалися редагуванням дитячих книг і букварів.
Після смерті чоловіка в 1973 Аале Тюнні займалася його архівами. Її трагедія знайшла своє відображення в новій збірці віршів «Джерело історій» (1974).
Фінський національний театр ставив п'єси Аале Тюнні у 1965 («Соколи, що відлітають») і у 1991 («Час залізного маршала»).
Її син Стів Пірінен (1942—1971), також був поетом.

## Фотогалерея
| - Вручення премії імені Йоганнеса Ліннанкоскі, 1947 - На Олімпіаді в Лондоні. | - На ґанку свого літнього будинку, 1948 | - Аале Тюнні. 1948 - Аале Тюнні. 1948 |

## Переклади фінською мовою
- Рік тисячі пісень, збірка, 1957
- Едда, пісні про богів. Переклад, а також передмова і коментарі Аале Тюнні. 2-е видання 1998. Porvoo Helsinki Juva: WSOY, 1982. ISBN 951-0-11503-7 .
- Едда, пісні про героїв. Переклад, а також передмова і коментарі Аале Тюнні. 2-е видання 1981. Porvoo Helsinki Juva: WSOY, 1980. ISBN 951-0-10173-7 .
- Час вогняного розуму. Десять сучасних французьких ліриків. Переклад, а також передмова і коментарі Аале Тюнні. 3-тє видання. (1-ше видання 1962). Зміст: Гійом Аполлінер, Сен-Жон Перс, Поль Елюар, Андре Бретон, Жан Кокто, Луї Арагон, Анрі Мішо, Робер Деснос, Ремон Кено, Жак Превер . Helsinki: WSOY, 2005. ISBN 951-0-30963-X

## Нагороди і премії
- Державна премія з літератури, 1943 і 1947
- Премія фінського літературного товариства, 1945 і 1954
- Премія імені Ліннанкоскі, 1947
- Золота медаль на Олімпіаді в Лондоні, 1948
- Нагорода імені Алексіса Ківі, 1955
- Премія імені Топеліуса,1957
- Медаль Ордена Лева Фінляндії Pro Finlandia («Для Фінляндії»), 1959
- Ступінь почесного доктора філософії Гельсінського університету, 1977
- Звання академіка мистецтв, 1982
- Премія Культурного фонду Фінляндії, 1982